# Coelhorst
Coelhorst (soms ook Keulhorst) was een kasteel ten noordwesten van Amersfoort langs de Eem.
De oudste vermelding dateert uit 1253. Het kasteel komt achtereenvolgens in handen van de familie Lockhorst, het huis van Abcoude (circa 1310), de stad Amersfoort (1360), Jacob van Gaasbeek (1459), de familie Van Zoest (1460), de familie Van Esvelt (1546), de familie Van Westreenen (ca. 1600), Jacob Dierout (1759), Everard Wittert (1759) en de familie Van Tuyll van Serooskerken (sinds 1777).
In 1914 werd een uitbreiding gerealiseerd – die groter was dan het toen bestaande gebouw – naar een ontwerp van Architectenbureau Van Nieukerken uit Den Haag, in opdracht van de even later Hooglandse burgemeester Henri Charles baron van Tuyll van Serooskerken (1884-1950) en zijn echtgenote Marcelle barones de Smeth (1889-1960). Via hun dochter Vincentia (1916-1957), getrouwd met jhr. mr. Matthias Adriaan Beelaerts van Blokland (1910-1990), kwam het in de familie Beelaerts die het nog steeds bezit.
In mei 1940 werd het kasteel door het Nederlandse leger in brand gestoken en verwoest. Na de oorlog werd er een ander huis gebouwd.